# Endemol France
Endemol France (anciennement Endemol France de 1998 à 2017 et Shine France de 2009 à 2017 puis EndemolShine France de 2017 à 2021) est la filiale française du groupe de production télévisuelle français Banijay, dirigée par Jean-Louis Blot depuis le 10 décembre 2020.

## Historique
L'histoire en France démarre le 4 décembre 1995, lorsque l'émission Je passe à la télé est diffusée sur France 3. Coproduite par Télé Images et Endemol divertissements, l'émission disparaît le 30 août 1998.
En 1998, Endemol, groupe de production audiovisuelle néerlandais, décide de s’implanter sur le marché français, en rachetant 50 % du capital de la société de production audiovisuelle ASP Productions de l'animateur Arthur et du producteur Stéphane Courbit.
En décembre 2000, Endemol Group devient propriétaire à 100 % d'ASP Endemol. En janvier 2001, la nouvelle entité acquise par Endemol Group devient Endemol France. Stéphane Courbit est alors nommé président de la filiale.
En 2001, la société crée l'évènement en produisant la première émission de télé-réalité pour M6, Loft Story. L'émission est programmée en face d'émissions produites également par Endemol (Exclusif et Le Bigdil). L'activité des différentes sociétés du groupe atteint un volume horaire hebdomadaire de 32 heures sur les chaînes hertziennes en 2002.
En 2001, Patrick Le Lay, alors PDG de TF1, signe un contrat d'exclusivité avec Endemol pour racheter les droits concernant toutes les futures émissions de télé-réalité produites par Endemol.
En 2007, Stéphane Courbit quitte la direction d'Endemol France et revend ses parts au groupe Endemol.
Incarnée depuis 2007 par Virginie Calmels, la politique du groupe marque un tournant en 2009, avec la création d’un groupe travaillant sur l’élaboration d'une charte éthique, afin de répondre aux critiques soulevées par certains programmes de télé réalité.
Le 31 mars 2010, plusieurs sources indiquent que Geneviève de Fontenay a adressé le 13 février 2010 à Endemol France et à la Société Miss France une lettre de récrimination, à la suite de plusieurs scandales qu'elle n'aurait pas supportés. Le même jour, Geneviève de Fontenay confirme son intention de quitter la Société Miss France et de créer Miss Nationale, un nouveau concours de Miss en janvier 2011. Elle attaque Endemol France aux prud'hommes le 1er avril 2010, considérant que son contrat de travail a été rompu « sur le plan de l'éthique et de la morale ».
Le 1er mai 2017, Endemol France fusionne avec la société de production Shine France et fondent EndemolShine France,.
Le 2 juillet 2020, Bruxelles donne son feu vert au rachat d’Endemol Shine par le français Banijay.
Le 16 juillet 2020, il est annoncé que Nicolas Coppermann, président d’Endemol France quittera ses fonctions fin juillet et sera remplacé par François de Brugada à la suite du rachat d’Endemol Shine par Banijay[Passage à actualiser].
Le 10 décembre 2020, Jean-Louis Blot est nommé président d'EndemolShine France,.
Le 7 avril 2021, EndemolShine France redevient Endemol France.
Le 19 octobre 2022, Endemol France lance une chaîne officielle Icon TV diffusé sur YouTube avec des jeux, du divertissement, de télé-réalité, des documentaires, des films et des séries.

### Identité visuelle (logo)

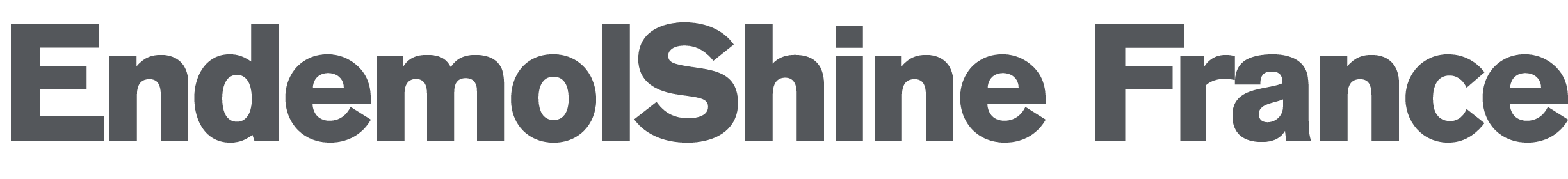
Logo d'EndemolShine France du 1er mai 2017 au 20 juillet 2020
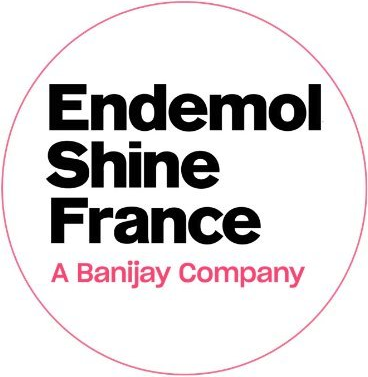
Logo d'EndemolShine France du 20 juillet 2020 au 7 avril 2021
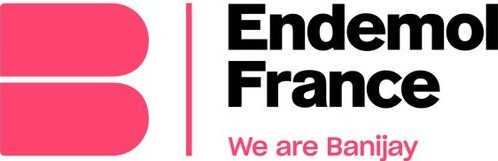
Logo d'Endemol France depuis le 7 avril 2021

## Sociétés
En France, Endemol possède les sociétés, :
- Endemol France dirigée de 2007 à 2012 par Virginie Calmels puis par Nicolas Coppermann de 2013[s 1] à 2021[13].
- Case Productions[s 2].
  - ASP Productions[s 3].
  - In the target dirigée par Jacques Mazur puis Catherine Comte[s 4].
  - Usual Productions dirigée par Xavier Couture[s 5].
  - SO NICE PRODUCTIONS[s 6].
  - Made in Prod[s 7]
  - Shine Fiction[s 8]
  - Endemol Production[s 9].
  - Hubert Productions dirigée par Hervé Hubert jusqu'en 2008
  - Seca Productions[s 10]
  - Secret Prod[s 11]
  - Niouprod[s 12]
  - 2AS Productions dirigée par Sylvain Augier
  - NAO dirigée par Nathalie André et Emmanuel Virot jusqu'en 2010[s 13]
  - Orevi dirigée par Vincent Lagaf' jusqu'en 2007[s 14]
  - Tête de Prod dirigée par Hervé Hubert (2002-2008)[s 15]
  - DV Prod dirigée par Hervé Hubert (2000-2008)[s 16]
  - La Société du spectacle dirigée par Karl Zéro et Michel Malaussena (50 %)[s 17]
  - La Boîte 2 Prod dirigée par Isabelle Roche[s 18].
  - PAF productions dirigée par Marc-Olivier Fogiel et Nicolas Plisson[s 19]
  - Sat Tour (50 %)[s 20]
  - Planetarthur.com[s 21]
  - Mark Burnett Productions France (50 %) dirigée par Thierry Lachkar[s 22].
  - Formidooble (depuis 2008) dirigée par Jean-Luc Reichmann et Marie Schneider[s 23].

- Endemol Liban

## Productions

### Jeux
- 1 contre 100
- 60 secondes du Colisée
- Attention à la marche !
- A bout de forces
- À prendre ou à laisser
- Au Pied du Mur !
- Ça passe ou ça trappe
- Crésus
- Culture VIP
- Êtes-vous plus fort qu'un élève de 10 ans ?
- Fa si la chanter
- Fear Factor (en)
- Identity
- Phénoménal
- La Roue de la fortune
- Le Bigdil
- Les Douze Coups de midi
- Total Wipeout
- Zone rouge
- Money Drop
- Personne n'y avait pensé !
- Chacun son tour  avec Air Productions
- The Wall : Face au mur
- Big Bounce, la course de trampoline
- Together, tous avec moi
- Escape, 21 jours pour disparaître
- Le Grand Quiz du cerveau

### Divertissement
- Je passe à la télé
- Parlez-moi d'amour
- 120 minutes de bonheur
- Les 100 plus grands...
- Club de l'info amateur
- Domino Day
- On en rit encore
- Rêve d'un jour
- Les Enfants de la télé
- La Fureur
- Les P'tites Canailles
- La Soirée sauvage
- Blagadonf
- Samedi soir en direct
- Les Enfants de la musique
- Devine qui vient diner ce soir
- Le Grand Duel des générations
- Le Grand Piège
- Toutes les chansons ont une histoire
- Choc, l'émission
- Le Soiring
- Un monde presque parfait
- La Bataille des chorales
- Les Extra-ordinaires
- La Meilleure Boulangerie de France
- Le Grand Blind Test
- Un air de star
- Un grand rêve
- La Théorie des balls
- Le Secret des balls

### Télé réalité
- Loft Story
- Star Academy
- L'Île de la tentation
- Sex bomb - produit et non diffusé
- Bimbos et intellos - produit et non diffusé
- Opération séduction aux Caraïbes
- Nice People
- La Ferme Célébrités
- Première compagnie
- Le Pensionnat de Chavagnes
- Le Pensionnat de Sarlat
- Je suis une célébrité, sortez-moi de là !
- Amazing Race
- Secret Story
- Splash Dance
- L'École des stars
- The Island
- Ink Master
- Love and Bluff : Qui de nous 3 ?
- L'amour est aveugle
- Zéro de conduite
- Carré ViiiP
- Qui est la taupe ?
- The Apprentice : Qui décrochera le job ?
- Vous avez un colis
- The Bridge : Le Trésor de Patagonie
- Cuisine impossible
- Lego Masters
- LOL : qui rit, sort !
- Celebrity Hunted - Chasse à l’homme
- Drag Race France
- MasterChef France
- Big Brother France

### Docu-réalité
- Patron incognito
- On a échangé nos mamans
- Maman cherche l'amour
- Incroyables rénovations
- Ma vie en Camping Car
- À l'état sauvage
- Les parents les plus stricts du monde
- Télé-réalité : leur nouvelle vie
- Les pires accidents
- La folie des Jeux TV
- 20 ans de Téléréalité

### Information, Talk Show
- Plein les yeux
- Exclusif
- Les Moments de vérité
- Ça vaut le détour
- + Clair
- T'empêches tout le monde de dormir
- Morandini !
- Les 30 histoires les plus spectaculaires
- Les 30 histoires les plus mystérieuses
- Les 30 histoires les plus extraordinaires
- Les 30 histoires les plus Incroyables
- Y'a une solution à tout !
- Le Vrai Journal

### Concours
- Eurobest
- Miss France
- Miss Europe

### Identification des entreprises
1. ↑  Siren 407 775 840 dissoute le 06/06/2014
2. ↑  Siren 397 721 648 radiée le 03/09/2010
3. ↑  Siren 429 592 082 radiée le 01/09/2010
4. ↑  Siren 498 541 614 radiée le 18/07/2018
5. ↑  Siren 413 493 230 radiée le 01/09/2010
6. ↑  Siren 447 569 831 radiée le 03/09/2010
7. ↑  Siren 413 493 305 radiée le 01/09/2010
8. ↑  Siren 409 177 540
9. ↑  Siren, 414 154 237
10. ↑  Siren 413 675 869 radiée le 01/09/2010
11. ↑  Siren 432 905 586 radiée le 01/09/2010
12. ↑  Siren 438 483 679 radiée le 01/09/2010
13. ↑  Siren 421 094 186 radiée le 10/06/2011
14. ↑  Siren 524 416 690 dissoute le 23/10/2014
15. ↑  Siren 443 818 240 radiée le 01/09/2010
16. ↑  Siren 433 344 432 radiée le 01/09/2010
17. ↑  Siren 414 956 623 radiée le 27/09/2010
18. ↑  Siren 424 152 064 dissoute le 01/09/2010
19. ↑  Siren 421 328 220 dissoute le 29/11/2012
20. ↑  Siren 443 512 843 dissoute le 31/07/2008
21. ↑  Entreprise non identifiée
22. ↑  Siren 498 541 614 radiée le 03/12/2012
23. ↑  Siren 429 931 314 dissoute le 06/06/2012